# Чеслав Хованець
Чеслав Хованець (29 червня 1899, Станіславів, Королівство Галичини і Володимирії, Австро - Угорщина - 28 березня 1968,  Париж, Франція) - краєзнавець і бібліотекар

## Біографія
Народився 29 червня 1899 року в Станиславові у заможній родині власника друкарні. Батько Станіслав був власником друкарні, яка видавала часопис „Кур’єр Станіславовський”. Мав трьох братів: Вацлава, Тадеуша і Владислава.
Закінчив народну школу, а потім місцеву гімназію, яку закінчив  у 1918 році. Згодом  навчається  у  Львівському університеті. Слухає лекції професора права Освальда Бальцера.  Після двох семестрів переїздить до Кракова. Брав участь у польсько-більшовицькій війні 1918-1921 років. За оборону східних кордонів отримав «Знак орла». 
У 1920 році навчається в Ягеллонському університеті. Під керівництвом  професора Владислава Конопчинського (1880-1952) підготував дисертацію „Похід Собеського на Молдавію у 1686 році”, на підставі якої 1925 року здобув ступінь доктора. Відтак повернувся до Станиславова.
З 1927 р.  – член міського філіалу Польського історичного товариства.
У 1928 році організував у Станиславові виставку, присвячену історії міста. Експозицію розмістили у залах муніципального ощадного банку (Мазепи, 14). Через рік з матеріалів виставки створили Покутський музей, який пізніше став основою нинішнього обласного краєзнавчого музею.
У 1931 році Хованець виїхав до Парижа, де почав працювати хранителем фондів польської бібліотеки. Опрацювавши матеріали архівів та бібліотек Львова, Кракова і Ланьцута, він у 1938 році готував до друку книжку «Історія Станиславівської фортеці 1662-1812». 
Під час Другої світової війни  у складі польського війська воював з німцями у Франції. Потім разом з іншими був евакуйований до Англії. Після війни повернувся до Парижа, відбудовував польську бібліотеку, у 1956-1968 роках був її директором.
Помер  28 березня 1968 року в Парижі. Похований на польському цвинтарі.

## Вибрані праці
- "Політичні погляди рокошан (1606–1607) щодо доктрин французьких монархомахів", Краків, 1925.
- "З історії політики Яна III на Близькому Сході 1683–1686", Львів: Історичне товариство, 1926.
- "Вірмени в Станіславові у XVII та XVIII століттях", Станіславів, 1928.
- "Мирон Костін у Польщі: внесок до 1684–5 року", Клуж: „Cartea Românească”, 1931.
- "Похід Собеського до Молдавії у 1686 р.", Варшава: Військове історичне бюро, 1932.
- "З львівських автографів Польської бібліотеки в Парижі", Львів: Товариство любителів минулого Львова, 1932.
- "Листопадове повстання в документах і пам'ятках Польської бібліотеки в Парижі", Лондон: Історичний інститут ім. Ген. Сікорського, 1952.
- "Польща, Балтійські держави та Європа", Мілан: Marzorati Editore, 1953.
- "Польська військова карта XVII століття: (витоки карти України, складеної Гійомом Ле Вассером де Бопланом)", Макон, 1954.
- "Перша географічна карта Бернарда Ваповського", Лейден: E. J. Brill, 1955.
- "Ідейні основи Польської бібліотеки в Парижі", Париж: Історико-літературне товариство, 1956.
- "Витоки Фундації Шарля Сєнкевича та його праці – Польська бібліотека в Парижі", Париж: Польська бібліотека, 1960.
- "Польське питання 1796–1921: (історія, фактори, проблеми)", Мілан: Marzorati, 1963.
- "Польська бібліотека в Парижі. Пам'ятник нашого тисячоліття: [доповідь, виголошена навесні 1965 року в осередках польської еміграції у Франції]", Париж: PTH-L, 1966.
- "Історія Станіславівської фортеці (1662–1812)" [5]